# Stazione di Lido Fusaro
Stazione di Lido Fusaro vasútállomás Olaszországban, Bacoli településen.

## Vasútvonalak
Az állomást az alábbi vasútvonalak érintik:
- Circumflegrea-vasútvonal

## Kapcsolódó állomások
A vasútállomáshoz az alábbi állomások vannak a legközelebb:
- Stazione di Torregaveta (Stazione di Torregaveta, Circumflegrea-vasútvonal)
- Stazione di Cuma (Stazione di Montesanto (SEPSA), Circumflegrea-vasútvonal)